# Кведа-Махунцети
Кведа-Махунцети (груз. ქვედა მახუნცეთი) — село в Кедском муниципалитете Грузии.

## География
Село находится на берегу реки Аджарисцкали, на расстоянии в 12 километрах от посёлка городского типа Кеда, административного центра муниципалитета. Абсолютная высота — 105 метров над уровнем моря.

## Население
По результатам переписи населения 2014 года, в селе проживает 439 человек (216 мужчин и 223 женщины). По национальной структуре грузины составили 99,8% населения села.
| Год  | Население |
| ---- | --------- |
| 2002 | 401       |
| 2014 | ↗439      |